# Nothobomolochus marginatus
Nothobomolochus marginatus is een eenoogkreeftjessoort uit de familie van de Bomolochidae. De wetenschappelijke naam van de soort is voor het eerst geldig gepubliceerd in 1986 door Avdeev.